# Dictyocalyx
Dictyocalyx is een geslacht van sponsdieren uit de klasse van de Hexactinellida.

## Soorten
- Dictyocalyx gracilis Schulze, 1886
- Dictyocalyx lifousantalis Tabachnick & Lévi, 2004